# Phlebodium × hemipinnatum
Phlebodium × hemipinnatum là một loài dương xỉ trong họ Polypodiaceae. Loài này được Tejero, Mickel & A.R.Sm. mô tả khoa học đầu tiên năm 2009.
Danh pháp khoa học của loài này chưa được làm sáng tỏ. 